# Englische Montierung
Die englische Montierung ist eine spezielle Bauform der parallaktischen Montierung, bei der die Rektaszensionsachse an zwei Punkten gelagert wird. Die Deklinationsachse schneidet diese Achse zwischen den beiden Lagerpunkten.
Die Höhe der beiden Lagerpunkte über der Erdoberfläche wird durch die geografische Position des Teleskops bestimmt.
Bei einer Ausführung der englischen Montierung, die man als englische Rahmenmontierung bezeichnet, hängt das Teleskop zwischen zwei Holmen eines geschlossenen Rahmens. Dieser Montierungstyp erlaubt keine Beobachtung polnaher Objekte. 
Die gerade Rektaszensionsachse der englischen Montierung vermeidet dieses Problem weitestgehend, weil das Teleskop seitlich versetzt auf der Rektaszensionsachse sitzt. Bei dieser Anordnung ist aber ein Gegengewicht auf der anderen Seite der Rektaszensionsachse notwendig. Der je nach geografischer Breite höhere Lagerpunkt der Rektaszensionsachse wird meist auf einer abgeknickten Säule angeordnet, damit das Teleskop um volle 360° gedreht werden kann. Diese Säule behindert die Beobachtung polnaher Regionen zumindest zeitweise.